# 泡泡糖音樂
泡泡糖音乐（英語：Bubblegum music，又稱泡泡糖流行）是主要面向兒童和青少年的摇滚、流行音樂的音樂流派，形成於20世纪60年代晚期的美國。泡泡糖音樂的節奏輕快、朗朗上口，阿奇乐队（The Archies）的代表作《Sugar, Sugar》就是其中一例，同时也引领卡通摇滚（Cartoon rock）潮流的代表例子，卡通摇滚是周六早间卡通系列中短暂流行的一种潮流，大量采用泡泡糖风格的流行摇滚歌曲。

## 定义
“泡泡糖”一词有时被用作贬义词，有几种不同的用法。 2001年出版的《泡泡糖音乐是赤裸裸的真相》一书将青少年流行音乐或男子音乐组合排除在“泡泡糖”之外，并将其定义为：
1. “1967年—1972年的经典泡泡糖时代”
2. “一次性流行音乐”
3. “为吸引青少年而设计和推销的流行音乐”
4. “流行音乐以流水线的方式生产”、“由制作人主导，使用不露面的歌手”
5. “具有无形的、欢快的‘泡泡糖’声音的流行音乐”[13]

这些歌手通常都是单曲歌手，他们的歌曲通常都以大合唱、看似童趣的主题和矫揉造作的天真为特色，偶尔还夹杂着一语双关的性暗示。 《Mojo》杂志的作家道恩·伊登（Dawn Eden）在比较泡泡糖和强力流行音乐时说道：“强力流行音乐的目标是你的心和你的脚。 泡泡糖的目标是你身体的任何部位，只要你买了那张该死的唱片。 ”音乐评论家莱斯特·班克斯（Lester Bangs）将这种风格描述为“摇滚乐的基本声音—去掉了愤怒、恐惧、暴力和反常。”